# Hijakint
Prema grčkoj mitologiji, Hijakint (starogrčki Ὑάκινθος, Huákinthos; Hijacint) bio je spartanski kraljević izuzetne ljepote, čiji kult datira iz mikenskog doba. Opisan je kao ljubavnik Apolona, boga svjetlosti i glazbe. Hijakint je bio sin muze Klio i njezinog ljubavnika ili je bio dijete Ebala, kralja Sparte. Druga inačica mita kaže da su mu roditelji bili kralj Amikla od Sparte i Diomeda, kći Lapitova te da je Hijakint bio brat Kinorta, Argala, Polibeje, Laodamije (Lejanira) i Dafne.
U Hijakinta su se zaljubili veliki bog Apolon te bogovi vjetrova, Zefir i Borej, ali je mladi Hijakint za ljubavnika izabrao upravo Apolona, koji ga je poučio mnogim vještinama. Tako je Hijakint naučio svirati liru, koristiti luk te je vježbao u gimnaziju. Apolon i Hijakint igrali su i igru bacanja diska, što je završilo tragično — Apolon je bacio disk snažno te je pogodio Hijakinta, koji je pao mrtav, pogođen diskom u glavu. Neki mitovi spominju da je disk svojim dahom skrenuo ljubomorni Zefir.
Neutješan zbog smrti ljubavnika, Apolon je pokušao vratiti ga u život, no to nije bilo moguće jer su Mojre odredile da Hijakint umre. Apolon je stoga učinio da iz Hijakintove krvi nastane zumbul, cvijet koji su stari Grci smatrali najljepšim.